# Pontiac Phoenix
Pontiac Phoenix je vůz nižší střední třídy prodávaný pod značkou Pontiac od roku 1977 do roku 1984. Vozidlo se dočkalo dvou generací, obě byly založené na vozidlech Chevrolet a platformě GM X. Automobil je pojmenován podle bájného ptáka fénixe.

## První generace (1977–1979)
Vůz Phoenix s pohonem zadních kol byl představen pro modelový rok 1977 pouze jako luxusní verze vozu Pontiac Ventura, ovšem roku 1978 Venturu zcela nahradil. Phoenix lišily od Ventury jen drobné detaily jako je maska chladiče, hranatá přední světla a žluté zadní blinkry. Phoenix byl k dispozici jako dvoudveřové kupé, čtyřdveřový sedan a od roku 1978 jako třídveřový hatchback. Stupně výbavy byly dva, základní a luxusnější LJ, ke kterému se dal přikoupit sportovní paket SJ.
Motory na výběr zahrnovaly tehdy zbrusu nový čtyřválec Iron Duke s 110 koňskými silami (82 kW), 3,8litrový Buick V6 (140 koní, 104 kW), pětilitrový Chevrolet LG3 V8 a 5,7litrový Chevrolet V8. Převodovky k dispozici byly: třístupňová manuální, čtyřstupňová manuální a třístupňová automatická.

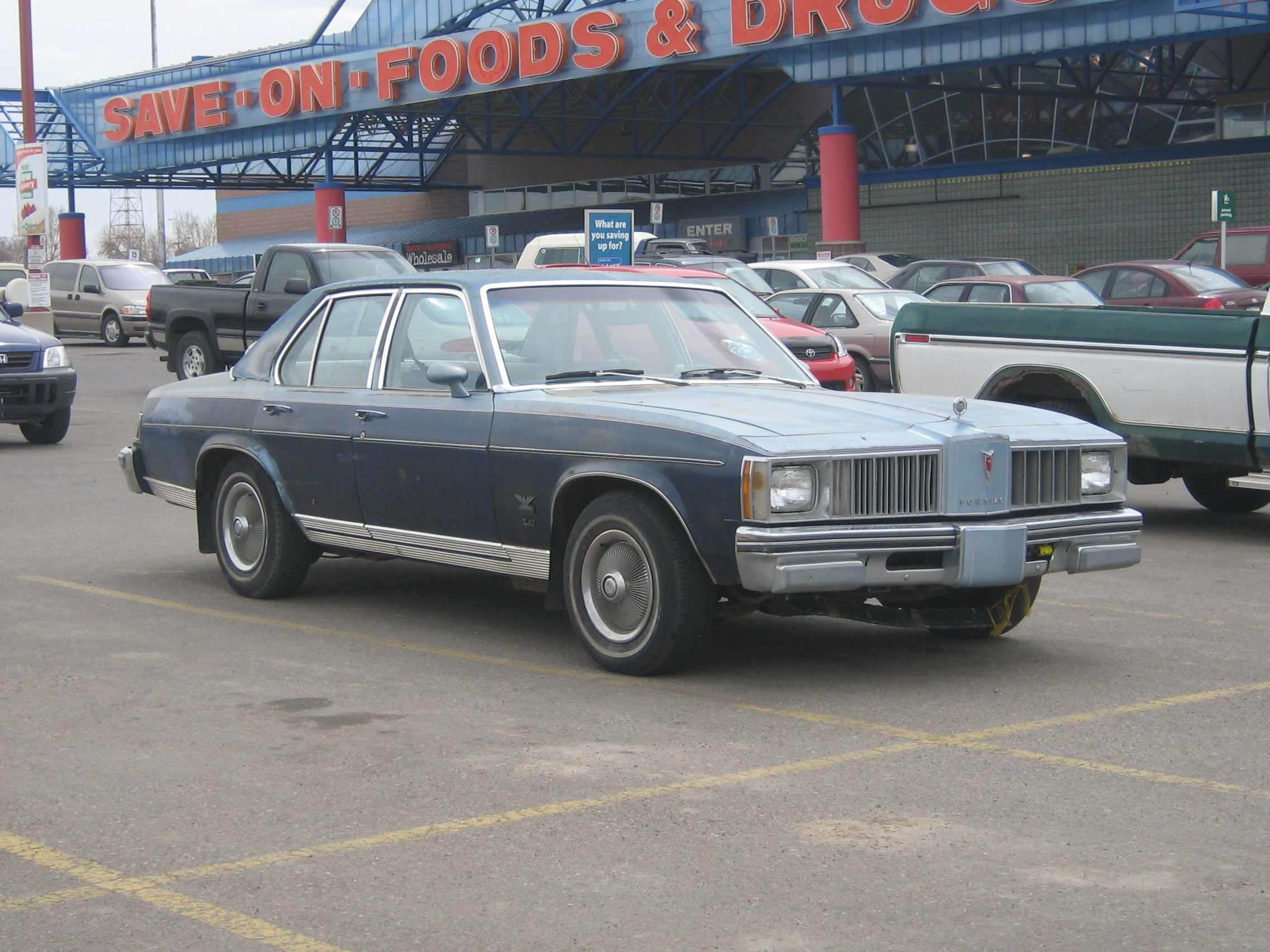
Pontiac Phoenix sedan (1977–1979)

## Druhá generace (1980–1984)

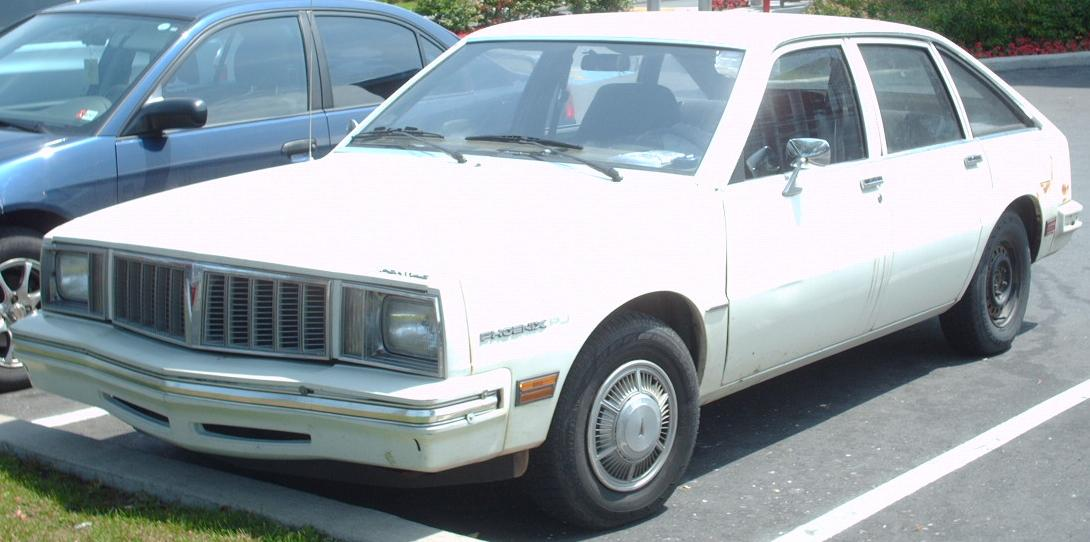
Pontiac Phoenix

Pro modelový rok 1980 byl Phoenix představen v nové generaci, která byla zmenšená a využívala pohon přední nápravy. Vůz byl k dispozici jako dvoudveřové kupé či pětidveřový hatchback. Výbavy zůstaly stejné jako u první generace, základní a LJ, ovšem doteď pouze sportovní paket SJ povýšil na úroveň plnohodnotné výbavy. Roku 1983 přibyla výbava PJ a v roce 1984 byly výbavy LJ a SJ přejmenovány na LE a SE.
K dispozici byly dva motory: 2,5litrový čtyřválec Iron Duke převzatý z předchozí generace Phoenixe a nový 2,8litrový šestiválec LE2, dodávaný do výbavy SJ/SE standardně a do ostatních výbav za příplatek. Převodovky byly na výběr taktéž dvě, čtyřstupňová manuální či trojstupňová automatická.
Vůz společně se svými příbuznými vozy koncernu General Motors (Chevrolet Citation, Buick Skylark a Oldsmobile Omega) propadl, jelikož image vozu Phoenix silně utrpěla kvůli špatnému zpracování vozu, dvojím hromadným svoláním k opravám a nebezpečné tendenci vozidla zablokovat zadní kola při brzdění.
K ukončení výroby modelu Phoenix došlo v roce 1984 a vůz byl pro modelový rok 1985 nahrazen vozem Pontiac Grand Am.